# Marius Urzică
Marius Daniel Urzică (* 30. September 1975 in Toplița, Kreis Harghita) ist ein rumänischer Kunstturner und Olympiasieger.
Bei den Olympischen Sommerspielen 2000 in Sydney holte er die Goldmedaille am Seitpferd. Bei den Spielen 1996 in Atlanta und bei den Spielen 2004 in Athen gewann er jeweils Silber. Im Mannschaftsmehrkampf in Athen konnte er zudem die Bronzemedaille gewinnen.
Bei Turn-Weltmeisterschaften konnte er insgesamt fünf Medaillen gewinnen, dreimal wurde er Weltmeister am Seitpferd.
Er schrieb Geschichte, als er 2001 mit dem perfekten Ergebnis von 10,00 Punkten den Weltcup-Wettkampf in Glasgow gewann.
Sein letzter internationaler Wettkampf war bei den Turn-Weltmeisterschaften 2005 in Melbourne. Inzwischen ist er zurückgetreten.